# Talida-Teodora Gîdoiu
Talida-Teodora Gîdoiu (Orșova, 12 de enero de 1986) es una deportista rumana que compitió en remo como timonel.
Ganó dos medallas en el Campeonato Mundial de Remo, en los años 2009 y 2010, y cinco medallas de oro en el Campeonato Europeo de Remo entre los años 2008 y 2012.
Participó en los Juegos Olímpicos de Londres 2012, ocupando el cuarto lugar en la prueba de ocho sin timonel.

## Palmarés internacional
| Campeonato Mundial | Campeonato Mundial          | Campeonato Mundial | Campeonato Mundial |
| Año                | Lugar                       | Medalla            | Prueba             |
| ------------------ | --------------------------- | ------------------ | ------------------ |
| 2009               | Poznań (Polonia)            | Medalla de plata   | Ocho con timonel   |
| 2010               | Cambridge (Nueva Zelanda)   | Medalla de bronce  | Ocho con timonel   |
| Campeonato Europeo |                             |                    |                    |
| Año                | Lugar                       | Medalla            | Prueba             |
| 2008               | Maratón (Grecia)            | Medalla de oro     | Ocho con timonel   |
| 2009               | Brest (Bielorrusia)         | Medalla de oro     | Ocho con timonel   |
| 2010               | Montemor-o-Velho (Portugal) | Medalla de oro     | Ocho con timonel   |
| 2011               | Plovdiv (Bulgaria)          | Medalla de oro     | Ocho con timonel   |
| 2012               | Varese (Italia)             | Medalla de oro     | Ocho con timonel   |